# Nerf ischiatique
Le nerf ischiatique (ou nerf sciatique, ou nerf grand sciatique) est un nerf mixte (véhicule à la fois des informations motrices et sensitives) du membre inférieur. C'est le nerf le plus long et le plus volumineux de l'organisme.  

## Origine

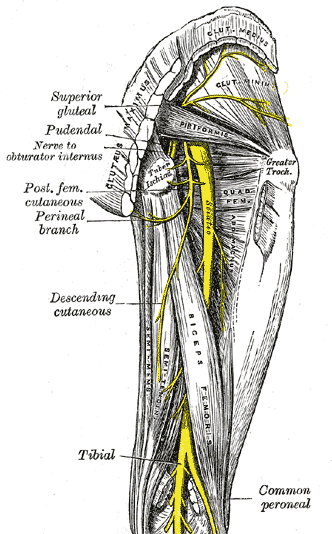
Vue postérieure de la fesse et de la cuisse droites, muscle grand fessier réséqué, montrant le nerf ischiatique et ses branches

Le nerf ischiatique est la branche terminale du plexus sacral.  

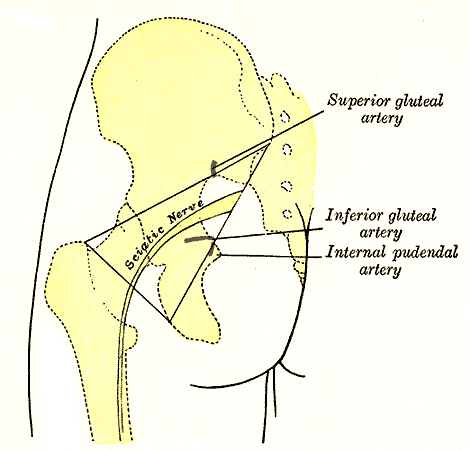
Vue postérieure de la fesse gauche, montrant la projection du squelette et de la partie supérieure du nerf ischiatique

Il nait par deux racines une antérieure et une postérieure au niveau du grand foramen ischiatique. 
La racine antérieure est issue de la partie antérieure du plexus sacral des divisions antérieures des rameaux antérieurs des quatrième et cinquième nerfs lombaires et des premier, deuxième et troisième nerfs sacrés. 
La racine postérieure est issue de la partie postérieure du plexus sacral des divisions postérieures des rameaux antérieurs des quatrième et cinquième nerfs lombaires et des premier et deuxième nerfs sacrés. 
Le nerf ischiatique a une forme aplatie et mesure 10 à 15 mm de large à son origine. 

## Trajet
Il a un trajet descendant, d'abord dans la région glutéale (ou fessière) puis dans la région postérieure de la cuisse pour se terminer au niveau de la fosse poplitée.

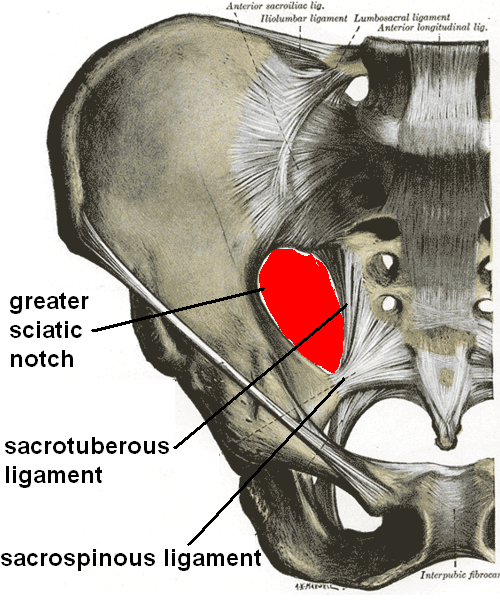
Vue antérieure de la partie droite du bassin osseux et ligamentaire, montrant le grand foramen ischiatique (en rouge)

### Région glutéale
Le nerf ischiatique émerge de la partie inférieure du grand foramen ischiatique entre en haut le muscle piriforme, et en bas l'épine ischiatique de l'os coxal et le ligament sacro-épineux.
Il est en dehors de l'artère glutéale inférieure, des vaisseaux pudendaux internes, du nerf pudendal et du muscle obturateur interne. Son bord médial est en rapport avec les nerfs glutéal inférieur et cutané postérieur de la cuisse. Le nerf du muscle carré fémoral est situé en profondeur.
Dans sa portion glutéale, le nerf ischiatique descend entre l'ischion (de l'os coxal) et le grand trochanter (du fémur), accompagné de la branche descendante de l'artère glutéale inférieure et du nerf cutané postérieur de la cuisse. Il est recouvert par le muscle grand fessier et repose sur les muscles jumeau supérieur, jumeau inférieur, obturateur interne et carré fémoral.

### Région postérieure de la cuisse
Dans la région postérieure de la cuisse, le nerf ischiatique chemine avec l'artère satellite du nerf ischiatique. Il est séparé du fémur par les insertions du muscle grand adducteur et du chef court du muscle biceps fémoral. Il est recouvert par le chef long du biceps fémoral, puis par le fascia reliant ce dernier au muscle semi-membraneux.

### Fosse poplitée
Il se divise au niveau de la fosse poplitée en deux branches terminales, les nerfs fibulaire commun et tibial.

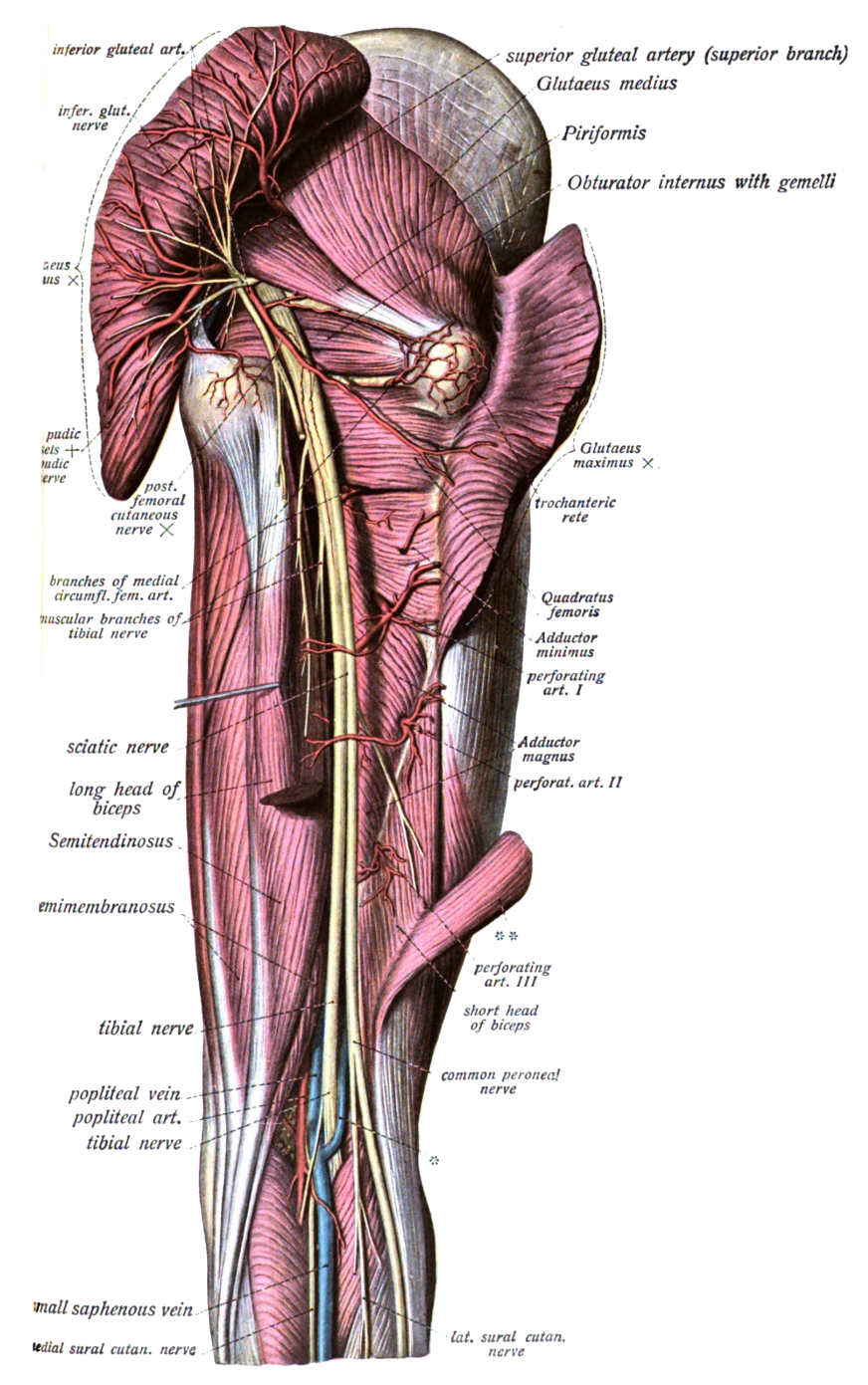
Vue postérieure de la fesse à la fosse poplitée du membre inférieur droit, montrant le nerf ischiatique

## Branches collatérales
Le nerf ischiatiques fournit des rameaux musculaires pour les muscle de la loge postérieure de la cuisse de haut en bas :
- le nerf du chef long du muscle biceps fémoral,
- le nerf supérieur du muscle semi-tendineux,
- le nerf du muscle semi-membraneux,
- le nerf du chef court du muscle biceps fémoral,
- le nerf inférieur du muscle semi-tendineux,
- le nerf du faisceau inférieur du muscle grand adducteur.

Il donne également un nerf articulaire du genou (de Cruveilhier). 

## Branches terminales
Les deux branches terminales du nerf ischiatique sont les nerfs fibulaire commun et tibial. 
Le nerf fibulaire commun est la branche latérale, il innerve les muscles et téguments de la région antéro-latérale de la jambe et du dos du pied. 
Le nerf tibial est plus volumineux, il innerve la majeure partie des muscles de la jambe ainsi que les muscles et téguments de la plante du pied.

## Zone d'innervation
Le nerf ischiatique est un nerf à la fois moteur et sensitif. 

### Innervation motrice
Il permet essentiellement les mouvements de flexion de la jambe et extension du pied. 
| Muscle                                       | Branche     |
| -------------------------------------------- | ----------- |
| Muscle biceps fémoral                        |             |
| Muscle semi-tendineux                        |             |
| Muscle semi-membraneux                       |             |
| Faisceau inférieur du muscle grand adducteur |             |
| Muscle gastrocnémien                         | Nerf tibial |
| Muscle soléaire                              | Nerf tibial |
| Muscle plantaire                             | Nerf tibial |
| Muscle jambier postérieur                    | Nerf tibial |
| Muscle fléchisseur commun des orteils        | Nerf tibial |
| Muscle long fléchisseur de l'hallux          | Nerf tibial |
| Muscle poplité                               | Nerf tibial |

### Innervation sensitive
Il permet la sensibilité de la partie postérieure et latérale de la jambe, ainsi que de l'ensemble du pied par l'intermédiaire de ses deux branches terminales.

## Aspect clinique

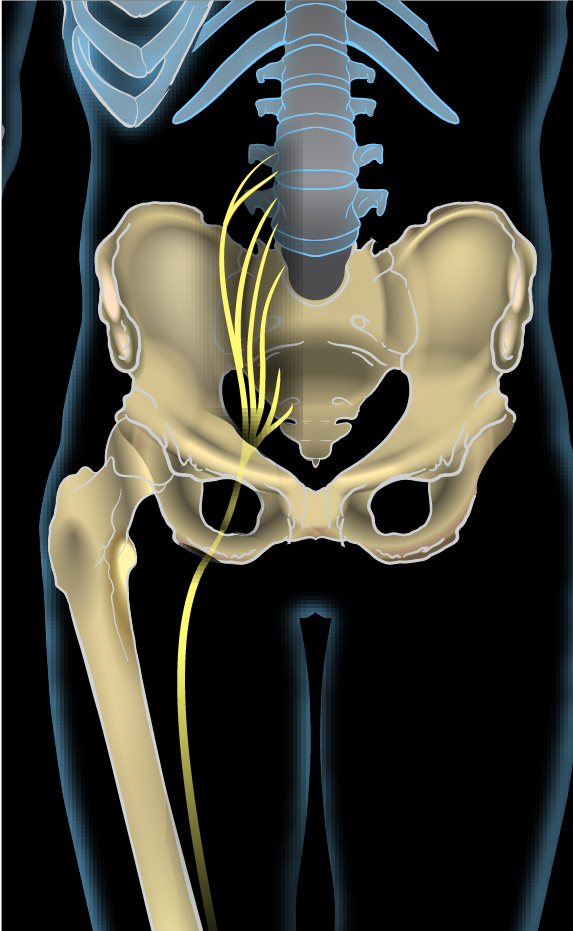
Nerf sciatique, vue antérieure

### La sciatique
La sciatique est une pathologie liée à la compression d'une des deux racines du nerf (L5 ou S1). Elle se traduit par une douleur allant de la fesse vers le pied, suivant le trajet du nerf. La douleur est typiquement d'apparition brutale à l'effort et favorisée par les attitudes sédentaires. À l'examen clinique, elle est déclenchée lorsqu'on amène la hanche en flexion à 90° et le genou en extension complète ainsi que le pied en dorsiflexion (test de Lasègue).
Cette compression peut être causée par : une hernie discale vertébrale au niveau lombaire, une discopathie dégénérative, une sténose lombaire, une spondylolisthésis et un syndrome piriforme. D'autres causes d'une crise aigüe de sciatique peuvent être générée par des postures répétitives, une toux, une hypertension musculaire ou des éternuements.

## Aspect culturel
Selon la loi juive, le nerf sciatique (hébreu : Gid hanasheh) des animaux ne peut pas être mangé par les Juifs, pour commémorer la blessure de Jacob dans sa lutte avec un ange.